# Louis Nicolas Vauquelin
Louis Nicolas Vauquelin (16 de mayo de 1763 - 14 de noviembre de 1829), fue un naturalista, farmacéutico y químico francés.

## Primeros años
Vauquelin nació en Saint-André-d'Hébertot en Normandía, Francia. Su primer contacto con la química tuvo lugar como ayudante de laboratorio de un farmacéutico de Ruan (1777-1779) y tras varias vicisitudes obtuvo una presentación para el conde Antoine François de Fourcroy, en cuyo laboratorio fue ayudante desde 1783 a 1791.
Tras trasladarse a París se convirtió en ayudante de laboratorio en el Jardin du Roy, donde trabó amistad con un profesor de química. En 1791 se convirtió en miembro de la Academia de las Ciencias de Francia y desde ese momento ayudó en la edición de la publicación Annales de Chimie (Anales de Química), aunque tuvo que abandonar el país durante un tiempo debido a los problemas sociales ocasionados por la Revolución Francesa. En el año 1798 Vauquelin descubrió la existencia del óxido de un nuevo elemento, al que llamó berilio, extrayéndolo del berilo común y de la esmeralda (una variedad gema del berilo), aunque no pudo aislar el elemento como tal. Esto lo consiguieron en 1828, de forma independiente, Friedrich Wöhler y Antoine-Alexandre-Brutus Bussy.

## Contribuciones a la química y descubridor de elementos químicos
Al principio su obra fue atribuida a su maestro y patrono, pero posteriormente comenzaron a publicar de forma conjunta; a partir de 1790 Vauquelin comenzó a publicar en solitario y entre ese año y 1876 su nombre aparece en 376 artículos. La mayoría son simples registros de operaciones analíticas pacientes y laboriosas, y lo sorprendente es que en las sustancias que analizó solo detectó dos elementos nuevos, el berilio en 1798, en el berilo y en la esmeralda de Brasil, y el cromo en 1797 en un mineral de color rojo, la crocoíta, procedente de Siberia. Además descubrió que precisamente el cromo era el elemento que daba el color verde a la esmeralda. También consiguió obtener amoníaco líquido con presión atmosférica.
De forma conjunta o sucesiva ocupó los puestos de inspector de minas, profesor de la Escuela de Minas en la Escuela Politénica, Analista de artículos de oro y plata, profesor de química en el College de France y en el Jardin des Plantes, miembro del Consejo de Industria y Comercio, comisionado en leyes farmacéuticas y finalmente profesor de Química en la Facultad de Medicina, a la que accedió tras la muerte del conde de Fourcroy en 1809. Sus lecciones iban acompañadas de prácticas de laboratorio, donde era ayudado por muchos químicos que posteriormente alcanzaron distinción.

## Últimos años, logros y legado
Desde 1809 Vauquelin fue profesor en la Universidad de París. En 1816 fue elegido miembro de la Academia Real de las Ciencias de Suecia. También fue elegido para la Cámara de Diputados en 1828. En 1806, trabajando con espárragos, Vauquelin y su joven ayudante Pierre Jean Robiquet (futuro descubridor de la alizarina, un tinte rojo) aislaron la asparagina, el primer aminoácido que fue descubierto. También descubrió la pectina y el ácido málico en las manzanas y aisló el ácido canfórico y el ácido quínico.
Su muerte se produjo mientras visitaba su lugar de nacimiento.
Entre sus obras más conocidas destaca su Manuel de l'essayeur (Manual del experimentador).

## Honores

### Epónimos
- El género de plantas Vauquelinia Corrêa ex Bonpl.[3] fue bautizado en su honor, así como la vauquelina, una espuma blanca de huevo asociada con la gastronomía molecular.
- El mineral Vauquelinita fue nombrado en su honor.

## Algunas obras
- Instruction sur la combustion de végétaux, 1794
- Manuel de l'essayeur, Tours, 1799 et 1812
- Dictionnaire de chimie et de métallurgie, 1815
- Thèse sur les opérations chimiques et pharmaceutiques, 1820

- La abreviatura «Vauquelin» se emplea para indicar a Louis Nicolas Vauquelin como autoridad en la descripción y clasificación científica de los vegetales.[4]